# Szkoła matematyki poglądowej
Szkoła matematyki poglądowej – ogólnopolskie konferencje nauczycieli matematyki zarówno szkolnych, jak i akademickich oraz innych osób zainteresowanych krzewieniem matematyki i kultury matematycznej, podczas którego prezentowane są referaty na tematy mieszczące się w określonym zawczasu (rok wcześniej) zakresie. 